# Brigada de l'HVO de Jure Francetić
La Brigada Jure Francetić (en croat: Brigada Jure Francetić) també anomenada 44è Batalló Independent de la Guàrdia Nacional (en croat: 44. samostalna domobranska bojna) després de la reorganització, fou una brigada del Consell de Defensa Croat durant la guerra de la independència croata i després va ser desplegada a la guerra de Bòsnia. La seva seu estava situada a la ciutat de Zenica.

## Història
La brigada va rebre el nom de l'oficial de la Ústaixa Jura Francetić. La brigada com a tal va ser fundada el 15 de desembre de l'any 1992. El comandament de la brigada estava sota l'autoritat de ZP Vitez. Després de deixar la ciutat de Zenica l'Abril 1993, la brigada es va reorganitzar. La unitat es trobà a la caserna de Novi Travnik. Mitjançant la reorganització, els soldats van ser assignats a la Brigada Nikola Šubić Zrinski, a la Brigada de Cavallers i a la Brigada Stjepan Tomašević, on tenien l'objectiu d'enfortir les tasques de combat. El segrest del comandant de la brigada Živko Totić i l'assassinat de quatre soldats croats que l'acompanyaven, Ivica Vidović, Ante Zrnić, Marko Ljubić i Tihomir Ljubić, comesos per l'ARBIH el 15 d'abril del 1993 va ser el preludi del començament de la guerra croata-bosniana. Després també van matar un espectador bosnià que era testimoni de l'esdeveniment, per tal d'amagar els testimonis i els rastres. Totić va ser canviat un mes després per un grup de moltahidins. Durant la guerra van morir 135 membres i 200 van resultar ferits. 2 desapareguts i 500 van acabar en camps de concentració. Els comandants de la brigada eren Zoran Čović, Željko Ljubanić i Živko Totić.